# Marc Grau i Guasch
Marc Grau i Guasch   (Gavà, 5 de març de 1955 - Barcelona, 25 d'abril de 1999) fou guitarrista, compositor i productor musical català.

## Biografia
Grau es va iniciar en el món de la musica als anys 70. Considerat un guitarrista de renom, les seves primeres actuacions foren al costat de Rocky Muntanyola, i entre 1983 i 1986 fou el guitarrista de Jaume Sisa. Durant aquests anys també va acompanyar Joan Bibiloni, entre d'altres, i feu amistat amb Quimi Portet, quan aquest militava a Kul de Mandril.
Entre 1982 i 1992, Grau va ser membre d'El Último de la Fila, un dels grups de pop rock de més èxit a Espanya, i quan abandonà la formació va iniciar la seva carrera com a productor musical.
Grau esdevingué productor de la majoria de grups de rock en català i un dels principals artífexs del renaixement del rock català dels anys 90. La seva primera producció va ser l'any 86 amb el grup La Madam. Després va produir obres de grups com Sopa de Cabra, Umpah-pah, Lax'n'Busto, Bars i Els Pets, entre molts altres. És considerat el pare del so actual del rock en català, per bé que també col·laborà en altres enregistraments, com el disc Providence, de la banda del mateix nom (1998).
Al llarg de la seva vida, la seva guitarra va sonar en diversos grups; destaquen sobretot els darrers set anys, en què va col·laborar amb Els Pets, esdevenint un membre més del grup.
El 1997 debutà en solitari amb el disc Instrumental, editat per Discmedi.
Marc Grau va morir a Barcelona, víctima d'un càncer. Les seves restes mortals van ser incinerades al tanatori de Collserola.

## Homenatges
El 3 de maig del 2000 se li va fer un homenatge a la Sala Bikini de Barcelona. Hi van actuar, entre d'altres, Els Pets, Sopa de cabra, Miralls de Dylan, Max Sunyer, La Madam, Bars, Lax'n'Busto, Adrià Puntí i els seus antics companys d'El Último de la Fila: Quimi Portet i Manolo García.
L'any 2012 s´inicià el Memorial Marc Grau, un festival impulsat amb l'objectiu de fomentar l'exhibició, la formació i la creació musical de músics emergents, combinant-ho amb la participació de bandes consolidades.
A més a més, l'auditori a l'aire lliure del Parc del Mil·lenni de Gavà, la seva ciutat natal, duu el seu nom des de la seva inauguració, la primavera de l'any 2002.